# نيكول تيريو
نيكول تيريو (التايلاندية: Nicole Theriault ؛ من مواليد 23 يونيو 1972) والمعروفة باسم نيكي، هي مغنية وممثلة تايلاندية ، ذهبت إلى البلاتين مع بيع مليوني نسخة في ألبومها الأول Ka-Po-Lo Club وحصلت على البلاتين المزدوج في ألبومها الثاني Funny Lady وحصلت على جائزة الفنانة الصاعدة لهذا العام عن ألبومها الأول وأفضل فنانة لهذا العام عن ألبومها الثاني. أصدرت ما مجموعه 13 ألبومًا تشمل 5 ألبومات فردية والباقي عبارة عن ألبومات تعاونية وألبومات تغطية.